# Apisit Chulamokha
Apisit Chulamokha (thailändisch อภิสิทธิ์ จุลโมกข์, RTGS Aphisit Chulamok; * 3. April 1951) ist ein thailändischer Offizier (Air Chief Marshal) der Royal Thai Air Force.

## Leben
Apisit stammt aus Thailand. Nach der Volljährigkeit lebte er fast acht Jahre in der Bundesrepublik Deutschland. Er erlernte Deutsch am Goethe-Institut in Staufen und beim Bundessprachenamt in Euskirchen. Apisit durchlief als Stipendiat der Royal Thai Air Force Academy von 1969 bis 1971 die Offizierausbildung der deutschen Luftwaffe. Dazu absolvierte er die Grundausbildung beim Luftwaffenausbildungsregiment in Fürstenfeldbruck und besuchte die Offizierschule der Luftwaffe (OSLw) in Neubiberg bei München. Am Ende stand die Beförderung zum Leutnant. Ferner erwarb Apisit die Fachhochschulreife und studierte vier Jahre Elektrotechnik auf Diplom-Ingenieur (FH) an der Fachhochschule der Luftwaffe (FHSLw) in Neubiberg. Während seines ingenieurwissenschaftlichen Studiums machte er ein Grundpraktikum an der Technischen Schule der Luftwaffe 3 in Faßberg und ein militärisches Fachpraktikum beim Lufttransportgeschwader 61 in Landsberg am Lech. In der Industrie absolvierte er überdies ein Praktikum bei Siemens.
Zurück in Thailand, durchlief Apisit die militärische Pilotenausbildung seines Landes. Er war unter anderem Planungsoffizier, Mitglied des Waffenbeschaffungskomitees, Militärattaché in Tokio/Japan, Direktor der Nachrichtendienstabteilung der Luftwaffe, Stellvertreter des Stabschefs der Luftwaffe, Stellvertretender Stabschef der Streitkräfte und Stellvertreter des Staatssekretärs des Verteidigungsministeriums. 2008 wurde er Air Chief Marshal der Royal Thai Air Force.
Apisit ist verheiratet.

## Auszeichnungen
- 1995/2003: Der sehr hohe Orden des Weißen Elefanten
- 2000: Der sehr ehrenwerte Orden der Krone von Thailand
- 2010: Großes Bundesverdienstkreuz mit Stern

## Schriften
- Als thailändischer Soldat bei der Bundeswehr. In: Andreas Stoffers (Hrsg.): Sawasdee. 150 Jahre deutsch-thailändische Freundschaft. 50 Jahre Deutsch-Thailändische Gesellschaft (= Deutsch-Thailändische Gesellschaft e. V. 26). Rosenheimer, Rosenheim 2012, ISBN 978-3-475-54134-6, S. 165 ff.